# Priamurskij
Priamurskij (in lingua russa Приамурский) è un centro abitato dell'Oblast' autonoma ebraica, situato nello Smidovičskij rajon.